# Ferintosh
Ferintosh is een plaats (village) in de Canadese provincie Alberta en telt 153 inwoners (2006).